# Henrik Otbo
Henrik Otbo (født 14. november 1949 i København, død 1. februar 2015 i Luxembourg) var en dansk økonom, der var rigsrevisor fra 1. november 1995 til og med 30. april 2012.
Otbo blev cand.polit. fra Københavns Universitet i 1976. Han begyndte sin karriere som fuldmægtig i Rigsrevisionen og kom i 1984 til Den Europæiske Revisionsret i Luxembourg, hvor han fra 1985 var kabinetschef. I 1988 vendte han tilbage til en stilling som fuldmægtig i Rigsrevisionen. Fra 1989 til 1995 var han kontorchef. 
Som rigsrevisor har han flere gange gået i rette med regeringen. Det skete i 2006, da han udtalte kritik af fødevareminister Lars Barfoeds håndtering af skandalen med fordærvet kød og i 2010, da Rigsrevisionen ikke fik udleveret centrale dokumenter fra Sundhedsministeriet om overbetaling af privathospitaler.
Efter posten som rigsrevisor blev han dansk medlem af Den Europæiske Revisionsret.
Henrik Otbo boede i Farum og havde to børn og var bror til embedsmand Kirsten Otbo.
I sine unge dage spillede Otbo basketball og han vandt 2 danmarksmesterskaber med Basketballklubben Falcon, og han spillede 70 landskampe for det danske landshold.